# Apiognomonia veneta
Apiognomonia veneta är en svampart som först beskrevs av Sacc. & Speg., och fick sitt nu gällande namn av Franz Xaver von Höhnel 1920. Apiognomonia veneta ingår i släktet Apiognomonia och familjen Gnomoniaceae.   Inga underarter finns listade i Catalogue of Life.